# Cornelia Faltermaier
Cornelia "Conny" Faltermaier (* 11. Februar 1971 in Erding) ist eine deutsche Tischtennisspielerin. Sie gewann dreimal die Deutsche Meisterschaft im Doppel.

## Jugend
1984 gewann Cornelia Faltermaier das DTTB-TOP 12 Turnier der Schüler, ein Jahr später belegte sie hier Platz 2. 1985 wurde sie deutsche Vizemeisterin im Einzel, 1984 und 1985 im Doppel. Bei der deutschen Jugend-Meisterschaft erreichte sie 1988 das Endspiel, den Doppelwettbewerb gewann sie mit Nicole Struse. Im gleichen Jahr wurde sie Zweite beim DTTB-TOP 12 Turnier der Jugend. 1991 wurde sie Deutsche Meisterin der Junioren.

## Erwachsene
Bei den nationalen Deutschen Meisterschaften gewann sie 1990, 1991 und 1994 jeweils zusammen mit Jin-Sook Cords den Titel im Doppelwettbewerb. Im Einzel belegte sie 1987 Platz 3. 1989 gewann sie das Bundesranglistenturnier DTTB-TOP-12, 1991 wurde sie Zweite.
Mit Spvg Steinhagen gewann Faltermaier von 1990 bis 1993 viermal in Folge die deutsche Mannschaftsmeisterschaft sowie 1992 und 1993 den Europapokal der Landesmeister. Dabei gelang es ihr 1990 als erste deutsche Spielerin, die Chinesin Cao Yanhua in einem Bundesligamatch zu besiegen.
Aufgrund dieser Erfolge wurde sie zweimal für eine Weltmeisterschaft nominiert. 1989 spielte sie nur in den Individualwettbewerben, 1991 kam sie im Doppel bis ins Achtelfinale. 1992 spielte die in den Individualwettbewerben der Europameisterschaft.
Von 1990 bis 1992 wirkte sie bei sechs Länderspielen mit.
2002 beendete Cornelia Faltermaier ihre aktive Karriere. Heute (2007) arbeitet sie als Trainerin im Jugendbereich beim TSV Erding.

## Familie
Cornelia Faltermaier hat zwei Kinder. Die Tochter Theresa gewann 2022 die Deutsche Tischtennismeisterschaft im Doppel mit Koharu Itagaki in der Altersklasse U15 und 2023 im U15-Einzel. 2023 nahm sie an der Deutschen Meisterschaft der Erwachsenen teil.

## Vereine
- ???? – 1987: Rot-Weiß Klettham-Erding
- 1987 – 1989: VSC 1862 Donauwörth
- 1989 – 1993: Spvg Steinhagen
- 1993 – 1999: Rot-Weiß Klettham-Erding
- 1999 – 2016: TSV Schwabhausen
- 2016 – heute: TSV Erding 1862

## Turnierergebnisse
| Verband | Veranstaltung     | Jahr | Ort        | Land | Einzel     | Doppel    | Mixed     | Team |
| ------- | ----------------- | ---- | ---------- | ---- | ---------- | --------- | --------- | ---- |
| GER     | Weltmeisterschaft | 1991 | Chiba City | JPN  | Qual       | letzte 16 | letzte 32 | 13   |
| FRG     | Weltmeisterschaft | 1989 | Dortmund   | FRG  | letzte 128 | Qual      | letzte 64 |      |